# Dubravka (Gundulić)
Dubravka je drama mitološko-pastoralnoga sadržaja i alegorijskoga značenja što ju je Ivan Gundulić napisao sredinom trećeg desetljeća 17. stoljeća. Sastoji se od triju činova s ukupno 28 prizora, pisana je dvostruko rimovanim dvanaestercima i osmercima te obseže 1696 stihova. 

## Vrijeme i mjesto radnje
Radnja cjelokupne dramske igre odvija se u pastoralnoj Dubravi, u neko mitsko, pogansko vrijeme sreće i blagostanja, u vrijeme koje po svojim obilježjima podsjeća na zlatni vijek čovječanstva. Povjesničari književnosti slažu se da Dubrava alegorijski predstavlja sam grad Dubrovnik ili Dubrovačku Republiku kao državu s dugom tradicijom neovisnosti i slobode, koju njeguje od srednjovjekovnih vremena. Iako je prema svojim oznakama Dubrava neka mitska zemlja iz daleke prošlosti, ona predstavlja Republiku, jer cijeni slobodu kao najveću ljudsku vrijednost, najveći ideal, vrlinu koju čovjek može postići i doseći za svoga prolaznoga života.
Radnja pastorale počinje u praskozorje, simbolično u vrijeme rađanja novoga dana, novih vremena i svjetonazora koji dolaze s rađanjem novoga svijeta. Ali dan koji se očekuje, blagi dan svečani, dan posvećene slobodi i njezinoj slavi i vrijednosti, dolazi samo jedanput godišnje, zbog čega ga svi likovi željno iščekuju. To je dan u kojem ki slatkoj nam slobodi činimo ovdi svetilište, u kojem su ideali i vrline iznad svakodnevnice i njezine rutine, običnosti. 
Osim stvarnog vremena, vremena odvijanja radnje, u djelu ima dosta poveznica i s povijesnom pozadinom Gundulićeva vremena. Najjača i najpoznatija poveznica s povijesnim događanjima jest motiv dalmatinskog ribara, koji dolazi iz zavičaja kojeg su okupirali Mletci, u slobodnu i neovisnu Dubravu, alegorijski u Dubrovnik, simbol hrvatske okolnosti zbog provale više stranih napasti: Osmalija, Mletaka, Ugara, Austrijanaca, Francuza i drugih. Dubrovnik time alegorijski postaje luka spasa hrvatskoga naroda, ali i uzor i nadahnuće u borbi protiv pohlepnih neprijatelja.

## Sadržaj
Tema drame izmišljeni je stari običaj prema kojemu se svake godine svetkuje jedan dan u čast božice slobode; tada se priređuje pir najljepše djevojke i najljepšeg mladića prema odabiru gradskih sudaca.
Toga znamenitoga dana u Dubrovnik je došao stari ribar iz Dalmacije čiji lik jasno prikazuje razliku između slobodnoga Dubrovnika i Dalmacije pod mletačkom vlašću. Osim lika ribara, u drami su prikazani i drugi sporedni likovi: satiri Divjak i Vuk te pastiri Zagorko i Pelinko, koji su poslužili Gunduliću kao alegorija za prikaz društvenih mana i nemorala u onodobnom Dubrovniku. 
Glavni likovi, Dubravka i Miljenko, lijep su i plemenit mladi par na čijoj sudbini i događajima vezanim uz nju Gundulić gradi dramsku fabulu. Umjesto očekivana izbora Miljenka i Dubravke kao najljepšeg para čiji će se pir proslaviti na blagdan svetkovanja slobode, sudci uz Dubravku izbiru ružnoga bogataša Grdana koji ih je potkupio zlatom. Grdan ipak ne uspije u svome naumu jer se na vrijeme umiješa bog Lero i spriječi taj neprirodni savez izazvavši u crkvi, netom prije obreda vjenčanja, trešnju i grmljavinu te zatamnivši plamen na ognju. U trenutku Miljenkova ulaska u crkvu trešnja i grmljavina prestaju, a oganj opet bukne čistim plamenom, što su prisutni protumačili kao jasan znak božji da Miljenko, a ne Grdan, treba s Dubravkom stupiti u brak.
U posljednjem prizoru drame, na samoj svetkovini slobode, svećenik prvi prinosi simbolični zavjetni dar: pušta iz kaveza ptice boga ljubavi. Slijede ga Miljenko s granom masline te Dubravka s ružicom. Na kraju i likovi koji su simbolizirali mane dubrovačkoga društva koje su prijetile opstanku slobode Dubrovnika – Zagorko, Divjak, Vuk, Jeljenka, Gorštak – u čast te iste slobode žrtvuju upravo svoje mane i poroke, odnosno njihove simbole, predajući ih kao zavjetni dar.

## Struktura i fabula
Ivan Gundulić, pričajući priču o zaprekama na putu sretnoj ljubavi Miljenka i Dubravke, slijedi strukturu onodobne pastirske igre, udomaćene u Italiji i neobično omiljene u stoljeću u kojem je u književnosti prevladvala zaljubljenost pastira i pastirica. Dubravka je nastala pod utjecajima tada vrlo popularnih igara poput Guarinijevog Vjernog pastira, Tassovog Aminta i Sanazzarova Arkadije, koji su se tada smatrali vrhuncima predbarokne književnosti. No, samu strukturu ljubavnog zapleta pastirske igre Gundulić je proširio fabulom čiji smisao i alegorijsko značenje jasno istče misao o veličini dostojanstvu dubrovačke slobode, slobode u kojoj prema pravednim božanskim zakonima vladaju plemeniti, lijepi i dobri te nema mjesta za one koji svojim sudjelovanjem u vlasti žele poništiti te zakone i običaje.
Postupcima alegorizacije mitološko-pastoralnog svijeta drame Dubravka proširuje smisao fabule i na suvremeni politički svijet Dubrovnika te širi konvencijom određene granice pastorale i samoga pastirskoga žanra. Istodobno, po svojim idealno zamišljenim političkim vizijama sretnoga grada-države, Dubravka je i svojevrsna utopija; djelo je hvalospjev idealnom i idealiziranom društvenom uređenju, hvalospjev najboljoj od svih mogućih država u kojoj vladaju božanska načela pravednosti, istinitosti, ljepote i dobrote. Pastoralnom fabulom smještenom u bezvremenski, mitski svijet vječne ljubavi i slobode, u alegorijskom tonu, Gundulić je svoje djelo postavio u konkretno vrijeme i prostor i dao mu moralno, političko i etičko značenje svoga vremena, ističući ujedno i njezine prednosti i nedostatke.
Strukturu Dubravke obilježava prepletanje svih triju književnih rodova. Rod dramskog iskazuje se u podjeli na činove i sakazanja, odnosno tri čina podijeljena u skazanja. Dramska obilježja djela ističu se i u dramskim licima, sceničnosti, kori i brojnim dijalozima (tzv. dijaloški oblik) te upotreba različitih vrsta stihova: od peteraca preko osmeraca do dvostruko rimovanih dvanaesteraca, po uzoru na Marulićevu Juditu ili Držićeva djela. Epska obilježja djela očituju se u oblikovanju i proširivanju radnje, koja se u djelu češće prepričava nego prikazuje. Drugim riječima, Gundulić se za stvaranje dramskoga djela koristi pripovijedanjem više od opisivanja, zbog čega gubi na slikovitosti, ali dobiva na dramatičnosti. Tako se i ključni prikaz raspleta, pobuna boga Lera protiv nepoštenog i nerazumnog Grdana, ne prikazuje na sceni kao dramska slika, već ju prepričava jedan lik u drami. i sama fabula je kao priča o blagostanju i zlatnim vremenima ljudskog postojanja epska po svojim elementima. U opjevavanju ljubavi, sreće i blagostanja, Dubravka se otkriva kao izrazito lirsko djelo, ponegdje i s petratrkističkim opisima ljepote.

## Alegorijska tumačenja
Među značajnijim povjesničarima književnosti koji su u svom radu spominjali Gundulićevu Dubravku prvi je Franjo Marković (1888.), koji je Dubravku tumačio kao alegoriju za suvremeni dubrovački politički svijet.
Branko Vodnik istaknuo je da je „pastirska igra „Dubravka” himna dubrovačkoj slobodi“ te dodao da se u Dubrovniku od 10. stoljeća dan svetog Vlaha slavio kao narodna svetkovina i da prizori u Dubravki podsjećaju na prizore s tih svečanosti. No za glavni motiv, da se najljepši pastir vjeri s najljepšom pastiricom, Vodnik tvrdi da ga je zamislio pjesnik po uzoru na mletački običaj na blagdan svetog Marka, kada dužd simbolično baca prsten u more i vjeri Veneciju, kraljicu mora, s Jadranom. Usto, Vodnik je istaknuo da je Dubrava alegorija za Dubrovnik.
Mihovil Kombol primijetio je da se u dubrovačkim djelima, pa tako i u Dubravki, često javlja politički čovjek, zbog činjenice da je većina dubrovačkih pjesnika, kao i Gundulić, bila plemićkog porijekla. Zato u prizorima Dubravke Gundulić progovara više kao dubrovački vlastelin zabrinut za „dobro općeno“ nego kao pjesnik. Kombol je smatrao da je pokretač Gundulićeva rada bilo njegovo religiozno-političko uvjerenje, pri čemu religiozno i političko nikad nije odvojeno jedno od drugog. Alegorije likova bile bi: Grdan – pokvareni bogataš, Dubrava – Dubrovnik, skup pastira – skup vlastele, Dubravka – vlast dubrovačka.
Jakša Ravlić u svojim raspravama ističe da je sud koji je, potplaćen, trebao vjeriti Dubravku s ružnim Grdanom „sud javnoga mišljenja“ jer kad bi to bio sud ondašnje vlastele, Gundulić bi vjerojatno, bivajući i sam članom suda i privrženikom Dubrovačke Republike, pokušao popraviti neugodnu situaciju u kojoj bi se potplaćeni sud našao, a to u Dubravki nije učinio, nego je stavio nepravdu na velika zvona. Prema tome, lik Grdana nije mogao biti alegorija za vlastelina, nego za člana druge klase, opasne za vlastelu, koje se vlastela bojala zbog bogatstva i utjecajnog položaja. Zato je pitanje Grdana u Dubravki unutarnje pitanje Dubrovačke Republike.
Zdenko Zlatar ne slaže se s Ravlićem jer se, kako on ističe, ne može govoriti o sukobu vlastele i mlađe buržoazije za vlast u Dubrovniku, s obzirom na to da je kriza vlastele onoga doba bila prvenstveno političke prirode. Time je, tvrdi Zlatar, Gundulić samo osudio rascjep unutar svoje vlastite vladajuće klase, ali ne i pobio pretenzije dubrovačke srednje klase.
Dalmatinski ribar lik je koji upozorava „na loše prilike u Dalmaciji pod Venecijom, najvećom neprijateljicom Dubrovnika, da time što reljefnije istakne bolje stanje u Dubrovniku“. Ribar „stavlja naglasak na činjenicu da je Dubrovnik samostalna država u kojoj vladaju domaći ljudi; tursko vrhovništvo bilo je samo formalno uz cijenu plaćanja danka.“ Slobodan Dubrovnik u kontrastu je s neslobodnom Dalmacijom pod Mlecima.
Miljenko je protiv „dara“ Dubravki, koji su darovi možda aluzija na „poklone koje su neki plemići primali od građana-bogataša za usluge“ ili „na posuđivanje novaca državi od domaćih bogataša“. Miljenko je prema Ravlićevu mišljenju lik koji u pjesnikovo ime govori protiv „primanja građana među vlastelu, a kao posljedica toga i protiv mogućnosti da bi Grdan smio uzeti Dubravku, tj. vlast u svoje ruke“. Zbog mogućnosti da je Gundulić ostao osamljen u svom stajalištu (kao Miljenko na pozornici), postavlja pisac problem u mitski svijet kako bi spor riješili bogovi. Također, Miljenko, zbog svoje nesigurnosti u ljubavne izjave prema Dubravki kao svojoj unaprijed predodređenoj družici, donosi pastorali vrstu neprimjerenog dramskog obrata. Pitanje se postavlja: jesu li Miljenkove riječi uopće riječi zaljubljenika u ženu.
Ljubdragova opomena Zagorku što ostavlja stado i bježi aluzija je na ekonomsku krizu Dubrovnika onoga doba, uzrokovanu bježanjem slobodnih građana sa svojih posjeda i stada, što je najviše pogodilo vlastelu koja je živjela od tih posjeda na kojima su radili najamnici.
Po svom sadržaju Dubravka je društvena satira protiv naprednih i opravdanih zahtjeva mladog građanstva u Dubrovniku; baš zato u isto vrijeme ona brani vlasteoski status quo. Ona je prema tome himna određenoj, vlasteoskoj slobodi kakvu su zamislila i provodila dubrovačka vlastela. Tako Dubravka pored poznatih tuđih elemenata i nekih konvencionalnih likova, ima za sadržaj originalan isječak domaćeg života.

## Scenska recepcijaDubravke
Praizvedba Gundulićeve Dubravke odigrala se 1628. godine u Dubrovniku „prid Dvorom“. Sljedeću, prvu modernu izvedbu uprizorilo je Hrvatsko narodno kazalište godine 1888., na tristotu obljetnicu pjesnikova rođenja pa je predstava do veljače te iste godine izvedena čak četiri puta. Do 1918. u Zagrebu je izvedena još pedeset puta u nekoliko redateljskih postava te su se samo Freudenreichovi Graničari zadržali na repertoaru duže od Dubravke (taj je pučki igrokaz prvi put izveden 1857. godine).
Značajniji redatelji Dubravke bili su Adam Mandrović, a nakon njega Stjepan Miletić, koji je dramu postavio na Markovu trgu 1895., kao dio nacionalnog repertoara s posebnim naglaskom na realističnu scenografiju. Početkom kolovoza 1913. Josip Bach postavio je Dubravku u maksimirski perivoj kao predstavu „ambijentalnoga“ kazališta.
Nakon tog eksperimenta Gundulićev komad vraća se u kazalište u režiji Branka Gavelle, prvi put 1920. (najprije samo ulomci kao dio kazališne večeri, a zatim iste godine i cjelovita drama), uz glazbenu pratnju koju su skladali Ivan pl. Zajc i Jakov Gotovac (koja se rabila i ranije) te uz nove glazbene dionice Antuna Dobronića (na premijeri 1923.) i Ive Maleca. Tito Strozzi u Zagrebu postavlja Dubravku 1928. s novom Gotovčevom glazbom, zatim 1933. u Dubrovniku, po prvi put na istome mjestu na kojem se odigrala praizvedba. Strozzi je postavljao Dubravku do 1956., a sljedeća je predstava, u režiji Ivice Kunčevića, bila Prikazivanje „Dubravke Ljeta Gospodnjeg 1973. u Dubrovniku, reprizirana iduće 1974. godine u Zagrebu. Nakon te predstave Dubravka nije bila na repertoaru do 1989., kada ju je u zagrebačkoj Komediji postavio Darko Tralić.
Hrvatsko narodno kazalište u Zagrebu je početkom 1990-ih Dubravku uvrstilo u svoj program kao stalnu točku i sa stalnim postavom. Predstavu je režirao Petar Selem te ju je vremenski i društveno-politički politički prilagodio ratom zahvaćenoj Hrvatskoj i svijetu u kojem vlada strah od terorizma i u kojem je politička korupcija postala dio vlasti i svakoga aspekta društva. Scenografiju predstave postavio je poznati talijanski scenograf Raffaele del Savio, a glazba za predstavu preuzeta je iz notnih zapisa i rukopisa Jakova Gotovca. Prvotni dirigenta Zorana Juranića, u nekoliko navrata su mijenjali gostujući europski i domaći dirigenti. Ulogu Gundulića u ovoj predstavi tumači Božidar Alić, lik ribara tumačili su razni glumci (Kruno Šarić, Zijad Gračić), Radovan Ruždjak utjelovio je Miljenka, a Dubravku Barbara Vicković. Od poznatijih glumaca koji sudjeluju u HNK-ovoj inačici valja istaknuti Vedrana Mlikotu kao satira Divjaka, Franju Kuhara kao Ljubomira, Alena Šalinovića kao Tratorka i Enu Begović kao Pelinku.